# مارچین ترونسکی
مارچین ترونسکی (لهستانی: Marcin Troński؛ زادهٔ ۱۳ ژوئن ۱۹۵۴) بازیگر و صداپیشه اهل لهستان است. وی دانش‌آموختهٔ آکادمی ملی هنرهای نمایشی الکساندر زلوروویچ در ورشو است.
از فیلم‌ها یا مجموعه‌های تلویزیونی که وی در آن‌ها نقش داشته است، می‌توان به کورن‌بلومن‌بلائو،گا، گا، درود بر قهرمانان، شور، دریاچه کنستانس، اجاره‌نشین‌ها، پزشکان، در خیابان سپولنی، ع چون عشق، پدر متیو، در خوشی و سختی، خانه کشیش، عشق اول، جهان به روایت خانواده کیپسکی، طایفه،  صفر-هفت، به‌گوشم، او-بی، او-با: پایان تمدن، سالی از خورشید خاموش، مرد آهنین و رمز انیگما اشاره نمود.